# Kenneth Vargas (Fußballspieler, 2002)
Kenneth Gerardo Vargas Vargas (* 17. April 2002 in San José) ist ein  costa-ricanischer Fußballspieler. Der Mittelstürmer steht bei Heart of Midlothian in der Scottish Premiership unter Vertrag.

## Karriere

### Verein
Kenneth Vargas wurde als Sohn des gleichnamigen costa-ricanischen Fußballnationalspielers Kenneth Vargas (* 1979) in der Hauptstadt San José geboren. Er begann seine Karriere in den Jugendmannschaften des CS Herediano, einem der erfolgreichsten Vereine des Landes. Ab Januar 2021 wurde Vargas an den Erstligisten Municipal Grecia verliehen. In der Apertura und Clausura der Spielzeit 2020/21 sowie der Apertura 2021/22 erzielte der Stürmer in 28 Ligaspielen fünf Tore darunter einen Doppelpack gegen CS Cartaginés.
Für die Clausura 2021/22 kehrte er von seiner Leihe zurück zu Herediano. Er erzielte am 15. Januar 2022 bei seinem Debüt im Trikot von Herediano das Führungstor bei einem 1:1 gegen seinen vorherigen Leihverein Municipal Grecia. Ab der Spielzeit 2022/23 war er Stammspieler und traf in 41 Spielen der Primera División zehnmal, womit er hinter Anthony Contreras der 14-Mal traf zweitbester Torschütze der Mannschaft war.
Am 7. August 2023 wechselte Vargas auf Leihbasis mit einer Kaufoption für eine Saison zum schottischen Erstligisten Heart of Midlothian.

### Nationalmannschaft
Kenneth Vargas debütierte Anfang Juni 2023 beim Turnier von Toulon für die costa-ricanische U23-Nationalmannschaft und kam dabei in allen vier Spielen zum Einsatz. Im nächsten Monat gehörte er zum Kader beim Fußballturnier der Zentralamerika- und Karibikspiele. Auf dem Weg zur Silbermedaille stand er in allen fünf Spielen auf dem Platz und erzielte dabei drei Tore. Noch im selben Monat wurde er für die A-Mannschaft Costa-Ricas beim CONCACAF Gold Cup 2023 nachnominiert, blieb dabei aber ohne Einsatz.